# Escola Aisha-i-Durani
A Escola Aisha-i-Durani ou Escola Secundária Durani é uma escola para moças em Cabul, Afeganistão, tendo sido reconstruída com apoio financeiro da Alemanha, após a queda do regime Taliban, em 2001. A outra escola que recebeu esse suporte foi a Escola Secundária Amani.